# Ординово
Ординово — деревня в Пушкинском районе Московской области России, входит в состав сельского поселения Ельдигинское. Население — 10 чел. (2010).

## География
Расположена на севере Московской области, в северо-западной части Пушкинского района, на Московском малом кольце А107, примерно в 18 км к северо-западу от центра города Пушкино и 29 км от Московской кольцевой автодороги, на реке Какотке, впадающей в Пестовское водохранилище системы канала имени Москвы, у границы с Дмитровским районом.
К деревне приписано садоводческое товарищество. Ближайшие населённые пункты — деревни Алёшино, Балабаново и Якшино. Деревня связана автобусным сообщением с посёлком городского типа Зеленоградский.

## Население
| 1859 | 1890 | 1899 | 1926 | 2002 | 2006 | 2010 |
| ---- | ---- | ---- | ---- | ---- | ---- | ---- |
| 45   | →45  | ↗50  | ↗78  | ↘7   | →7   | ↗10  |

## История
В «Списке населённых мест» 1862 года — владельческая деревня 1-го стана Дмитровского уезда Московской губернии по правую сторону Московско-Ярославского шоссе (из Ярославля в Москву), в 22 верстах от уездного города и 34 верстах от становой квартиры, при пруде, с 9 дворами и 45 жителями (17 мужчин, 28 женщин).
По данным на 1899 год — деревня Богословской волости Дмитровского уезда с 50 жителями.
В 1913 году — 9 дворов.
По материалам Всесоюзной переписи населения 1926 года — деревня Алёшинского сельсовета Софринской волости Сергиевского уезда Московской губернии в 16 км от Ярославского шоссе и 20,3 км от станции Софрино Северной железной дороги, проживало 78 жителей (36 мужчин, 42 женщины), насчитывалось 14 крестьянских хозяйств.
С 1929 года — населённый пункт в составе Пушкинского района Московского округа Московской области. Постановлением ЦИК и СНК от 23 июля 1930 года округа как административно-территориальные единицы были ликвидированы.
Административная принадлежность
1929—1957 гг. — деревня Алёшинского сельсовета Пушкинского района.
1957—1959 гг. — деревня Алёшинского сельсовета Мытищинского района.
1959—1960 гг. — деревня Первомайского сельсовета Мытищинского района.
1960—1962 гг. — деревня Первомайского сельсовета Калининградского района.
1962—1963, 1965—1994 гг. — деревня Майского сельсовета Пушкинского района.
1963—1965 гг. — деревня Майского сельсовета Мытищинского укрупнённого сельского района.
1994—2006 гг. — деревня Майского сельского округа Пушкинского района.
С 2006 года — деревня сельского поселения Ельдигинское Пушкинского муниципального района Московской области.